# Grand Îlet
Grand Îlet är en ö i Guadeloupe (Frankrike). Den ligger i den södra delen av Guadeloupe, 23 km sydost om huvudstaden Basse-Terre. Arean är 0,48 kvadratkilometer.
Terrängen på Grand Îlet är lite kuperad. Öns högsta punkt är 127 meter över havet. Den sträcker sig 1,3 kilometer i nord-sydlig riktning, och 1,5 kilometer i öst-västlig riktning.